# Andreas Samaris
Andréas Sámaris (en grec : Ανδρέας Σάμαρης), né le 13 juin 1989 à Patras en Grèce, est un footballeur international grec évoluant au poste de milieu de terrain.

## Carrière

### En club
Andreas Samaris a commencé à jouer au football au PAO Vardas. Le 10 avril 2007, il signe son premier contrat professionnel à Panachaïkí, plus grand club de sa ville natale, qui vient de descendre en 3e division grecque. En janvier 2010, il signe un contrat de 4,5 ans à Paniónios qui évolue en Superleague Elláda, 1re division grecque. Il rejoint l'Olympiakos en août 2012 mais est directement prêté à Paniónios pour une saison. Il fait ses débuts européens lors de la défaite 1-4 de l'Olympiakos contre le PSG. Après une bonne saison à l'Olympiakos, il est sacré champion de Grèce. En août 2014, il signe un contrat de cinq ans à Benfica, champion du Portugal, pour un montant de 10 millions d'euros avec clause libératoire de 45 millions d'euros. Il devient ainsi le deuxième joueur le plus cher de l'histoire du football grec après Konstantínos Mítroglou.

### En équipe nationale
Il est appelé pour la première fois en équipe nationale grecque en octobre 2013 pour disputer le dernier match de qualification pour la coupe du monde 2014 contre le Liechtenstein et entre deux fois au jeu lors des barrages contre la Roumanie,.
Il est sélectionné dans la liste des 23 Grecs pour disputer la coupe du monde 2014. Il inscrit son premier but en équipe nationale lors du dernier match de la phase de groupes contre la Côte d'Ivoire.

## Statistiques
| Saison                | Club                  | Championnat           | Championnat | Championnat | Coupe nationale | Coupe nationale | Coupe de la Ligue | Coupe de la Ligue | Compétition(s) continentale(s) | Compétition(s) continentale(s) | Compétition(s) continentale(s) | Grèce | Grèce | Total | Total |
| Saison                | Club                  | Division              | M.          | B.          | M.              | B.              | M.                | B.                | Comp.                          | M.                             | B.                             | M.    | B.    | M.    | B.    |
| 2006-2007             | Panachaïkí            | Gámma Ethnikí         | 4           | 0           | -               | -               | -                 | -                 | -                              | -                              | -                              | -     | -     | 4     | 0     |
| 2007-2008             | Panachaïkí            | Gámma Ethnikí         | 19          | 3           | -               | -               | -                 | -                 | -                              | -                              | -                              | -     | -     | 19    | 3     |
| 2008-2009             | Panachaïkí            | Gámma Ethnikí         | 14          | 0           | -               | -               | -                 | -                 | -                              | -                              | -                              | -     | -     | 14    | 0     |
| 2009-2010             | Panachaïkí            | Gámma Ethnikí         | 0           | 0           | 1               | 0               | -                 | -                 | -                              | -                              | -                              | -     | -     | 1     | 0     |
| Sous-total            | Sous-total            | Sous-total            | 37          | 3           | 1               | 0               | -                 | -                 | -                              | -                              | -                              | -     | -     | 38    | 3     |
| 2009-2010             | Paniónios             | Superleague Elláda    | 2           | 0           | -               | -               | -                 | -                 | -                              | -                              | -                              | -     | -     | 2     | 0     |
| 2010-2011             | Paniónios             | Superleague Elláda    | 20          | 1           | -               | -               | -                 | -                 | -                              | -                              | -                              | -     | -     | 20    | 1     |
| 2011-2012             | Paniónios             | Superleague Elláda    | 27          | 0           | 3               | 0               | -                 | -                 | -                              | -                              | -                              | -     | -     | 30    | 0     |
| 2012-2013             | Paniónios             | Superleague Elláda    | 21          | 5           | 1               | 0               | -                 | -                 | -                              | -                              | -                              | -     | -     | 22    | 5     |
| Sous-total            | Sous-total            | Sous-total            | 70          | 6           | 4               | 0               | -                 | -                 | -                              | -                              | -                              | -     | -     | 74    | 6     |
| 2013-2014             | Olympiakos            | Superleague Elláda    | 28          | 4           | 4               | 0               | -                 | -                 | C1                             | 6                              | 0                              | 6     | 1     | 44    | 5     |
| Sous-total            | Sous-total            | Sous-total            | 28          | 4           | 4               | 0               | -                 | -                 | -                              | 6                              | 0                              | 6     | 1     | 44    | 5     |
| 2014-2015             | Benfica               | Liga ZON Sagres       | 15          | 0           | 1               | 0               | 2                 | 0                 | C1                             | 5                              | 0                              | 5     | 0     | 28    | 0     |
| Sous-total            | Sous-total            | Sous-total            | 15          | 0           | 1               | 0               | 2                 | 0                 | -                              | 5                              | 0                              | 5     | 0     | 28    | 0     |
| Total sur la carrière | Total sur la carrière | Total sur la carrière | 150         | 13          | 10              | 0               | 2                 | 0                 | -                              | 11                             | 0                              | 11    | 1     | 184   | 14    |

## Palmarès
- Championnat de Grèce en 2014
- Championnat du Portugal en 2015 , 2016 et 2017 et 2019
- Coupe du Portugal en 2017